# Joseph Bergöntzle

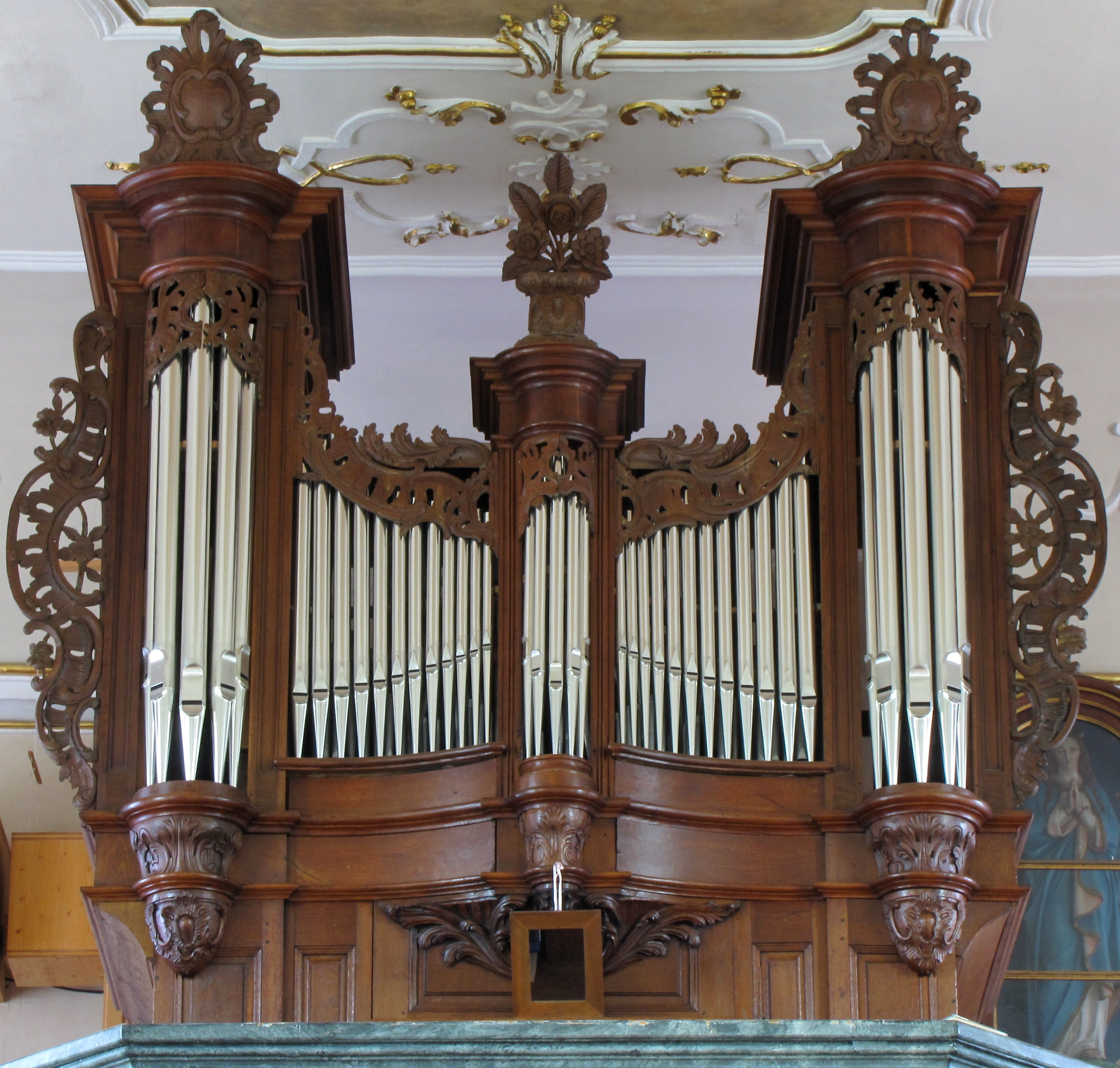
Saasenheim, St. Jean-Baptiste, Elsass

Joseph Bergöntzle bzw. im Elsass: Bergäntzel (* 14. Dezember 1754 in Ammerschwihr, Elsass; † 14. Oktober 1819 ebenda) war ein Elsässer Kunstschreiner und Orgelbauer, der ebendort und vor allem auch in Vorarlberg wirkte. Von ihm sind u. a. die Orgeln in der Pfarrkirche Bludesch und in der Pfarr- und Wallfahrtskirche Tschagguns erhalten.

## Leben
Joseph Bergöntzle war Sohn des Kunstschreiners und Orgelbauers Martin Bergäntzel (1722–1803). Dieser fertigte für den bekannten Orgelbauer Ludwig Dubois aus Pruntrut hochwertige Orgelgehäuse und eignete sich dort Kenntnisse im Orgelbau an. Nach Dubois’ Tod übernahm er die Werkstatt, verlegte diese nach Ammerschwihr und machte sich als Orgelbauer selbstständig.
Gemeinsam mit seinem Vater, der ihn an seine Seite gerufen hatte und für den er als 22-jähriger das Priesterseminar aufgab, baute Joseph Bergöntzle ca. 20 Instrumente. Bis zum Tod seines Vaters im Jahr 1803 ist deshalb in der Literatur bzw. als Erbauer oft von Martin avec Joseph (vor allem im Elsass) oder Martin und Joseph Bergöntzle die Rede.
Die französische Revolution sowie finanzielle Probleme seiner Kundschaft zwangen ihn zur Flucht ins Ausland. Also ging er erst nach Einsiedeln und von dort aus mit den besten Empfehlungen nach Vorarlberg. Dort arbeitete er von 1799 bis 1816 an verschiedenen Instrumenten, zunächst an der Orgel in der Pfarrkirche Schlins (1804), bevor er weitere Werke in Au im Bregenzerwald, Thüringerberg und Thüringen (1805), und schließlich in Tschagguns (1815–1816) schuf, umbaute und erweiterte. Bergöntzle baute ausschließlich Schleifladen mit mechanischer Traktur.

## Werke (Auswahl)
| Jahr      | Ort                          | Kirche                                  | Bild | Manuale | Register     | Bemerkungen |
| --------- | ---------------------------- | --------------------------------------- | ---- | ------- | ------------ | --- |
| 1777      | Saasenheim, Elsass           | St. Jean-Baptiste                       |      | I/P     | 12           | Wahrscheinlich die erste Orgel von Martin und Joseph Bergäntzel. |
| 1784      | Ebersheim, Elsass            | St. Martin                              |      | III/P   | 26           | Kriegsschäden wurden 1953 repariert. |
| 1788      | Landser, Elsass              | Notre-Dame-de-l’Assomption              |      | III/P   | 31           | Bergöntzles größtes Elsässer Orgelwerk, 1997 von Gaston Kern in den ursprünglichen Zustand zurückversetzt. |
| 1789      | Wettolsheim, Elsass          | St. Rémy                                |      | II/P    | 24           | Vergrößert 1877 durch François Antoine Berger und 1902 durch Joseph Antoine. 1978 in den ursprünglichen Zustand zurückversetzt. |
| 1799      | Schlins, Vorarlberg          | Pfarrkirche zur Unbefleckten Empfängnis |      | II/P    | ?            | Vorhandene Orgel durch Bergöntzle erweitert. Umgebaut 1857 durch Alois Schönach. |
| 1800      | Au/Bregenzerwald, Vorarlberg | Pfarrkirche St. Leonhard                |      | ?       | ?            | Umgebaut 1893 durch Anton Behmann |
| 1802–1804 | Bludesch, Vorarlberg         | Pfarrkirche St. Jakobus der Ältere      |      | II/P    | 21           | |
| ca. 1805  | Thüringen, Vorarlberg        | Pfarrkirche St. Stephan                 |      | II/P    | 15, heute 16 | 1932 renoviert und erweitert, 1980–1985 in den Originalzustand zurückversetzt. Das Hauptwerk ist bis heute erhalten. |
| 1815–1816 | Tschagguns, Vorarlberg       | Wallfahrtskirche Mariä Geburt           |      | III/P   | 38           | Mit seinem Sohn Bernhard sowie seinen Mitarbeitern Valentin Rinckenbach und Mathias Bihler als Opus maximum et ultimum erbaut, viele Register sind vollständig erhalten. 1994 restauriert durch Georges Lhôte und Ferdinand Stemmer. |

- Die Orgel der Pfarrkirche Bartholomäberg wurde lange Zeit Bergöntzle zugeschrieben. Verschiedene Gründe sprechen heute aber für den Vorarlberger Orgelbauer Johann Michael Graß (1746–1809) als Urheber.
- Mehreren Quellen zufolge sind auch Arbeiten an einer Orgel in Thüringerberg nachweisbar. Vermutlich handelt es sich dabei um eine Orgel, die 1773 erbaut wurde und 1805 aus der Pfarrkirche Thüringen abgebaut und in die Pfarrkirche Thüringerberg überbracht wurde. Anschließend baute Bergöntzle ein neues Werk in Thüringen ein.
- 1814 baute er auch eine Orgel für die Pfarrkirche Nenzing, die jedoch nicht erhalten ist.